# Isabel de Clare, 4. Countess of Pembroke
Isabel de Clare, 4. Countess of Pembroke (* zwischen 1171 und 1176; † 1220) war eine anglonormannische Magnatin.

## Herkunft, Erbe und Heirat mit William Marshal
Isabel de Clare entstammte der Familie Clare. Sie war die einzige Tochter von Richard de Clare, 2. Earl of Pembroke und dessen Frau Aoife. Ihre Mutter war eine Tochter des irischen Königs Diarmait Mac Murchada, die ihr Vater im August 1170 geheiratet hatte. Ihr Vater starb bereits im April 1176, worauf ihr 1173 geborener Bruder Gilbert zum Erben der umfangreichen Besitzungen ihres Vaters wurde. Gilbert starb jedoch zwischen 1185 und 1189 kinderlos, bevor er volljährig geworden war. Daraufhin wurde Isabel die alleinige Erbin der Besitzungen ihres Vaters in England, in der Normandie, in Südwales und im irischen Leinster. Die Heirat mit der reichen Erbin bot König Heinrich II. kurz vor seinem Tod 1189 seinem treuen Vasallen William Marshal als Belohnung an. Nach Heinrichs Tod gab auch dessen Sohn und Nachfolger Richard I. seine Zustimmung zu der Heirat. Marshal holte Isabel im August 1189 aus dem Haushalt von Ranulf de Glanville in London ab und heiratete sie unmittelbar danach.

## Herrin von Leinster
Im Frühjahr 1207 wollte Marshal erstmals nach seiner Heirat mit Isabel Leinster und seine weiteren irischen Besitzungen besuchen. Vor ihrer Abreise aus Südwales nahm Isabel an einer Ratsversammlung in Chepstow teil, zu der Marshal seine Gefolgsleute geladen hatte. Dort versuchte sie vergeblich zu verhindern, dass ihr zweiter Sohn Richard als Geisel dem englischen König Johann übergeben wurde. Möglicherweise hatte sie Marshal bewogen, nach Irland zu gehen, nachdem Marshal beim König in Ungnade gefallen war. In Leinster galt Isabel als Herrin aus eigenem Recht. Mit Walter hatte sie einen eigenen Geistlichen und mit Robert einen eigenen Verwalter, dazu führte sie ein eigenes Siegel. Nach ihrer Ankunft in Irland kam es aber zu einem Streit mit Meiler fitzHenry, dem königlichen Justiciar, der aber auch ihr Vasall in Leinster war. Meiler veranlasste, dass Marshal zurück an den Königshof nach England gerufen wurde, womit er Leinster unverteidigt zurückließ und Meilers Truppen einen Einfall nach Leinster ermöglichte. Die schwangere Isabel blieb währenddessen in Irland in der Obhut einiger Ritter aus dem Gefolge Marshals, möglicherweise blieb sie bewusst in Irland, um ihr Erbe zu verteidigen. Während der Abwesenheit ihres Mannes wechselten mehrere ihrer Vasallen wie Philip de Prendergast und David de la Roche die Seiten und schlossen sich dem Justiciar an. Meiler erlitt jedoch gegen Hugh de Lacy eine Niederlage und wurde seines Amtes enthoben. Als Marshal nach Irland zurückkehrte, begnadigte er gegen den Widerstand von Isabel seine abtrünnigen Vasallen.

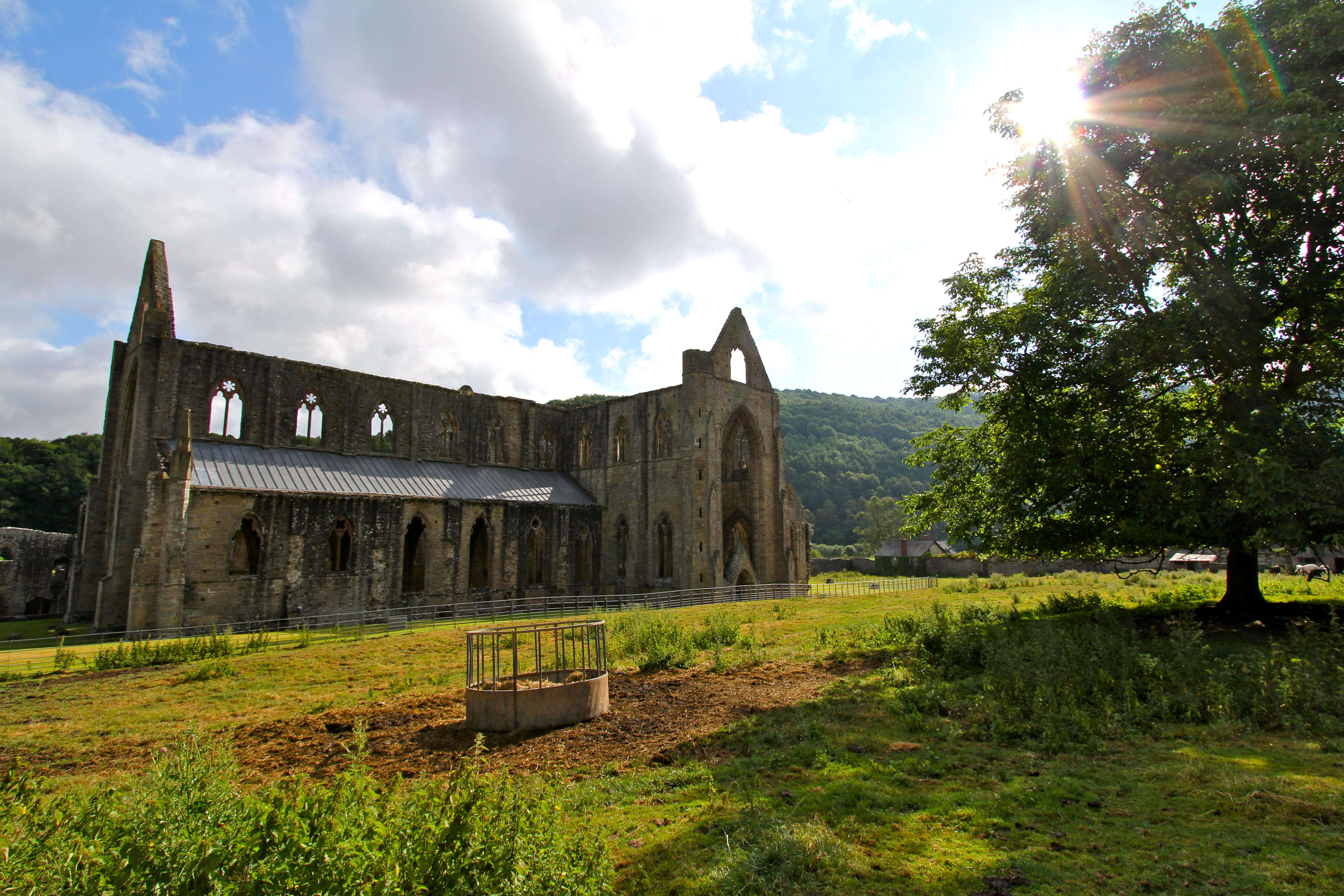
Die Ruine von Tintern Abbey, wo Isabel de Clare beigesetzt worden war

## Letzte Jahre und Tod
In den nächsten Jahren blieb Marshal ein loyaler Vasall des Königs und wurde während des Kriegs der Barone einer von dessen wichtigsten Unterstützern. Nach dem Tod des Königs 1216 übernahm Marshal für dessen minderjährigen Sohn Heinrich III. den Vorsitz im Regentschaftsrat. Es gelang ihm, den Krieg der Barone zu beenden. Als er im hohen Alter 1219 im Sterben lag, verfügte er, dass Isabel die Verwaltung ihrer ererbten Besitzungen erhielt, während sein ältester Sohn zunächst nur Marshals väterliches Erbe bekam. Nach einer Chronik soll es auf Marshals Sterbebett zu einer bewegenden Abschiedsszene zwischen ihm und Isabel gekommen sein. Nach seinem Tod stiftete sie Reading Abbey, wo Marshal begraben wurde, jährlich 100 Shilling, um Seelenmessen für ihren Mann zu lesen. Mit dem französischen König schloss sie eine Vereinbarung, nachdem sie und ihre Kinder die Besitzungen Marshals in Frankreich zurückerhielten, die der König nach Marshals Tod beschlagnahmt hatte. Sie starb aber bereits im nächsten Jahr und wurde in Tintern Abbey in Wales beigesetzt.

## Nachkommen und Erbe
Aus ihrer Ehe mit William Marshal hatte Isabel fünf Söhne und fünf Töchter:
- William Marshal (um 1190–1231)
- Richard Marshal († 1234)
- Gilbert Marshal († 1241)
- Walter Marshal († 1245)
- Anselm Marshal († 1245)
- Mathilda (auch Maud) Marshal, ⚭ (1) Hugh Bigod, 3. Earl of Norfolk († 1225), ⚭ (2) William de Warenne, 5. Earl of Surrey (1166–1240), ⚭ (3) Walter de Dunstanville
- Isabel Marshal († 1240), ⚭ (1) Gilbert de Clare, 4. Earl of Gloucester, ⚭ (2) Richard von Cornwall
- Sybil Marshal ⚭ William de Ferrers, 5. Earl of Derby
- Eva Marshal († 1246) ⚭ William de Braose
- Joan Marshal ⚭ Warin de Munchensi

Ihr Erbe wurde zunächst ihr ältester Sohn William. Bis 1245 starben jedoch alle ihre Söhne kinderlos, so dass das umfangreiche Erbe dann in einer aufwändigen Erbteilung zwischen ihren Töchtern bzw. deren Nachkommen aufgeteilt wurde.